# Sandshamn
Sandshamn är en ort i Sande kommun i Møre og Romsdal fylke i västra Norge. Orten ligger vid fylkesväg 5860, på den östra delen av ön Sandsøya.